# Ta 183 (航空機)

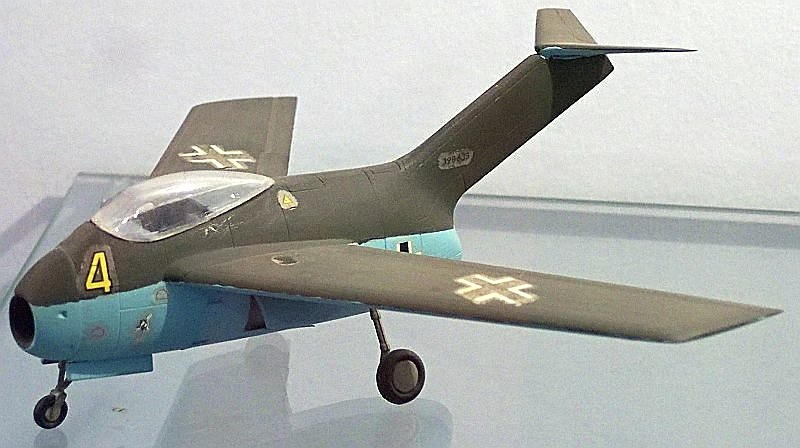
Ta 183 設計案 IIの模型

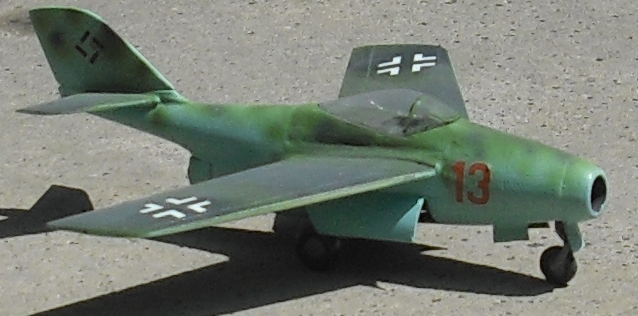
Final Ta 183 設計案 IIIの模型

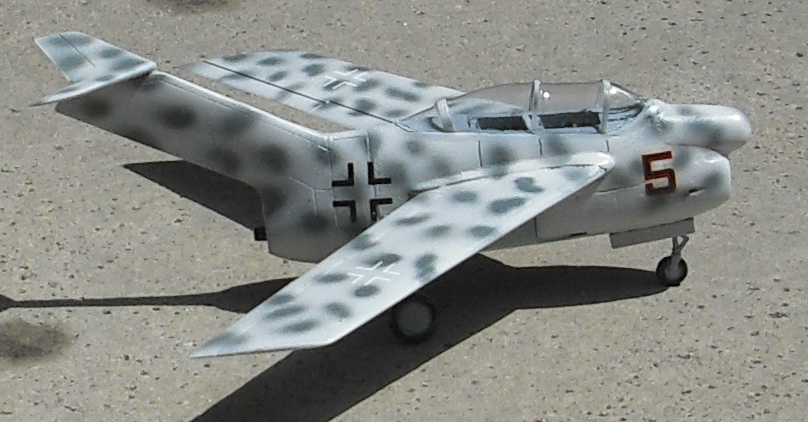
Ta 183 Bの模型

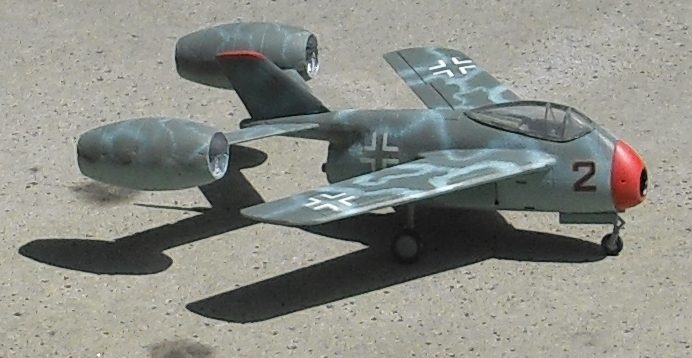
Fw Super-Lorinの模型

フォッケウルフTa 183、愛称「フッケバイン」（Huckebein）は、第二次世界大戦中にフォッケウルフ社がドイツ空軍により提示された緊急戦闘機計画に応じて開発したジェット戦闘機である。

## 概要
愛称「フッケバイン」は、ヴィルヘルム・ブッシュ（1832-1908）が書いた「ハンス・フッケバイン （Hans Huckebein）」に登場するカラスの名に由来する。
開発の経緯はドイツ空軍偵察機が英国本土を偵察中に、インドの基地へ展開する途中で英国に立ち寄っていたアメリカ合衆国のボーイングB-29スーパーフォートレス爆撃機を偶然発見した事に遡る。高性能で迎撃が極めて困難なB-29実戦投入の事実はドイツ空軍を周章狼狽させ、革新的なジェット戦闘機の新規開発を余儀なくされる事となった(肝心のB-29は1943年8月のケベック会談で対日戦専用とされた)。この開発計画は緊急戦闘機計画と呼ばれ、フォッケウルフ社による本機の他、ユンカース EF 128・ハインケル P.1078・メッサーシュミット P.1110・ブローム・ウント・フォス P.212といった機種が開発された。最終的にドイツ空軍はフォッケウルフ製の本機を制式採用することと決定し、フォッケウルフ社は当初、本機にFw 232の正式名を付けようとしたが、この番号はAr 232として既に使われていたため、ドイツ航空省により正式名がTa 183に変更された。Ta 183は1944年末期に、16機の原型機製造が発注され、初飛行は1945年5月から6月の予定であったが、1945年4月にイギリス軍がフォッケウルフの工場を占領したことにより、1機も完成しないまま終戦を迎えた。
Ta 183は40度の後退翼を持ち、機首に空気取り入れ口があり、ジェットエンジンを胴体後部に収納する新世代のジェット機であった。
ドイツの第2世代ジェットエンジンであるハインケル・ヒルトHeS 011の搭載を予定していたが開発が遅れていたため、Me 262などに搭載されていたJumo 004Bを暫定的に搭載することになっていた。
主翼は木製で、翼断面は表裏の無い対称形であり、裏返して使うことで左右の主翼の互換性があった。またエルロンとラダーが共通部品だった。これらは部品の供給を合理化するためであった。胴体下には窪みが設けてあり、搭載時にはその部分の外板を外して半埋め込み式に増槽や爆弾を搭載することができる設計だった。
この機体は、クルト・タンクの片腕であったハンス・ムルトホップ技師の貢献が大きかったと言われている。ハンス・ムルトホップ技師は戦後アメリカ合衆国に移り、リフティングボディの研究に従事し、その成果はスペースシャトルに反映されている。
Ta183の設計者であるクルト・タンク自身も戦後アルゼンチンで、Ta 183の設計をもとに、プルキー II を設計した。
プルキーII は優秀な機体であったが、T字尾翼を採用したため高仰角時の失速特性が良くない機体であり、Ta 183も実機が完成していた場合、同様であった可能性がある。その場合対策として、MiG-15のように主翼上面に境界層分離板か、もしくは、F-86のように主翼前縁にスラットを設ける必要があったであろう。
同様にTa183の影響を受けた航空機にサーブ 29 トゥンナンがある。まだ論文が限られていた当時、サーブの技術者は戦後間も無くスイスを介してドイツの後退翼に関する研究成果を入手してトゥンナンの設計に取り入れた。スウェーデンでジェット戦闘機のシリーズが始まりトゥンナンは1970年代まで運用された。

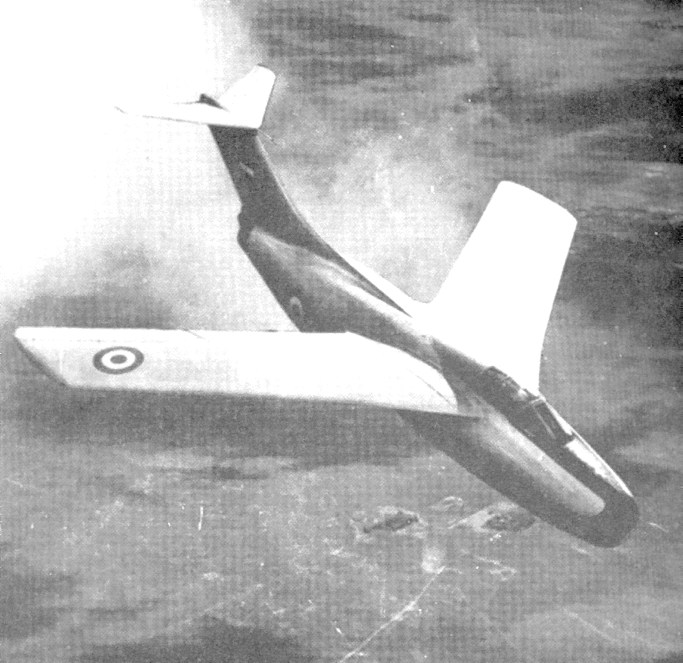
プルキー II
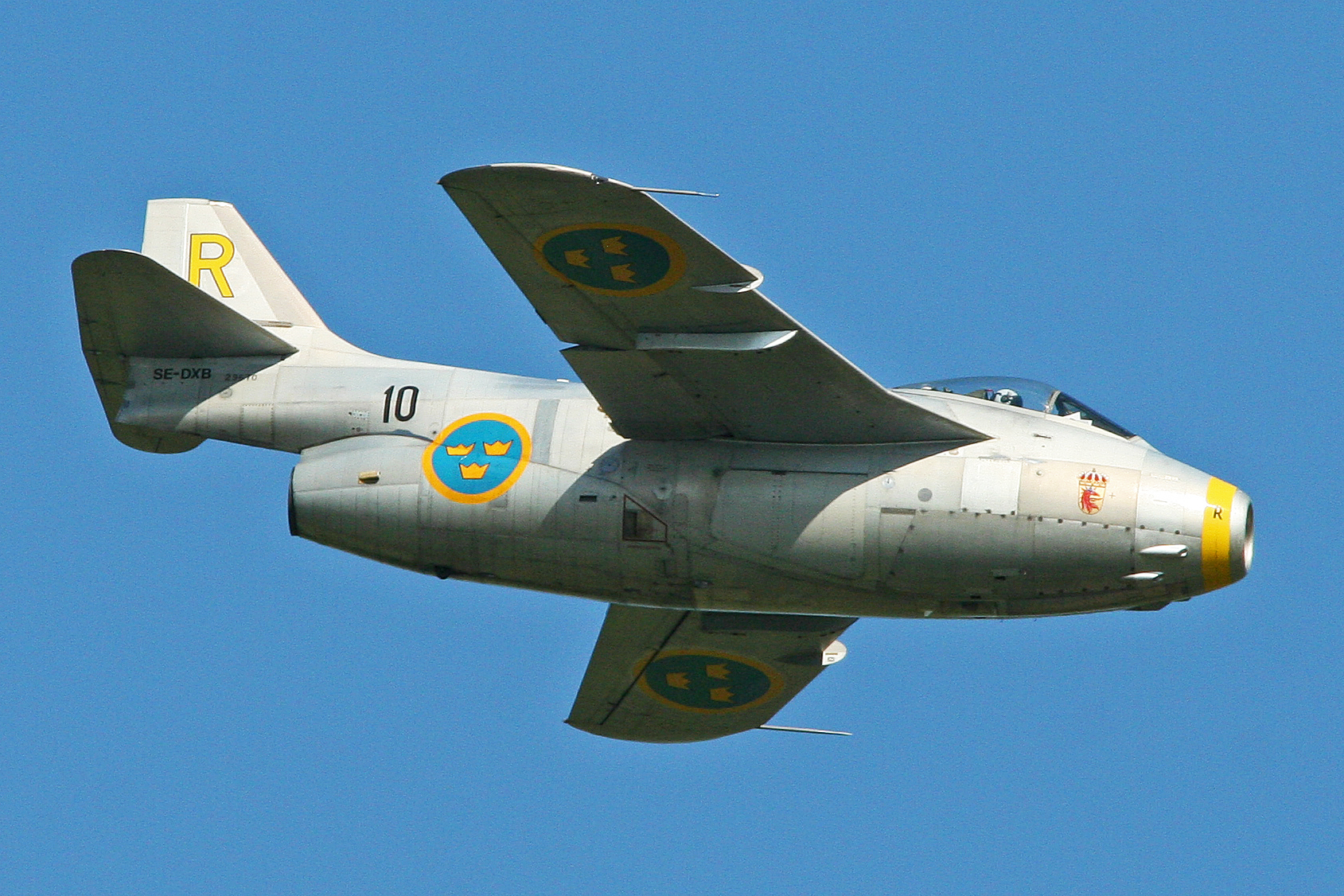
サーブ 29 トゥンナン

## Ta 183とMiG-15
Ta 183の計画書をベルリン占領により入手したソ連が、MiG設計局にロールス・ロイス ニーンエンジンを積んだ機体を試作させ、これがMiG-15の設計のもとになったともいわれているが、ロシアの航空歴史家Yefim Gordonによって否定されている。実際に両機は外見が漠然と似ているというだけで、各部寸法も武装配置も異なる。また、当時のF-86セイバー、ダッソー・ミステールといった他国のジェット戦闘機もまた、技術的な制約からいずれもTa 183に外見が漠然と似ている。

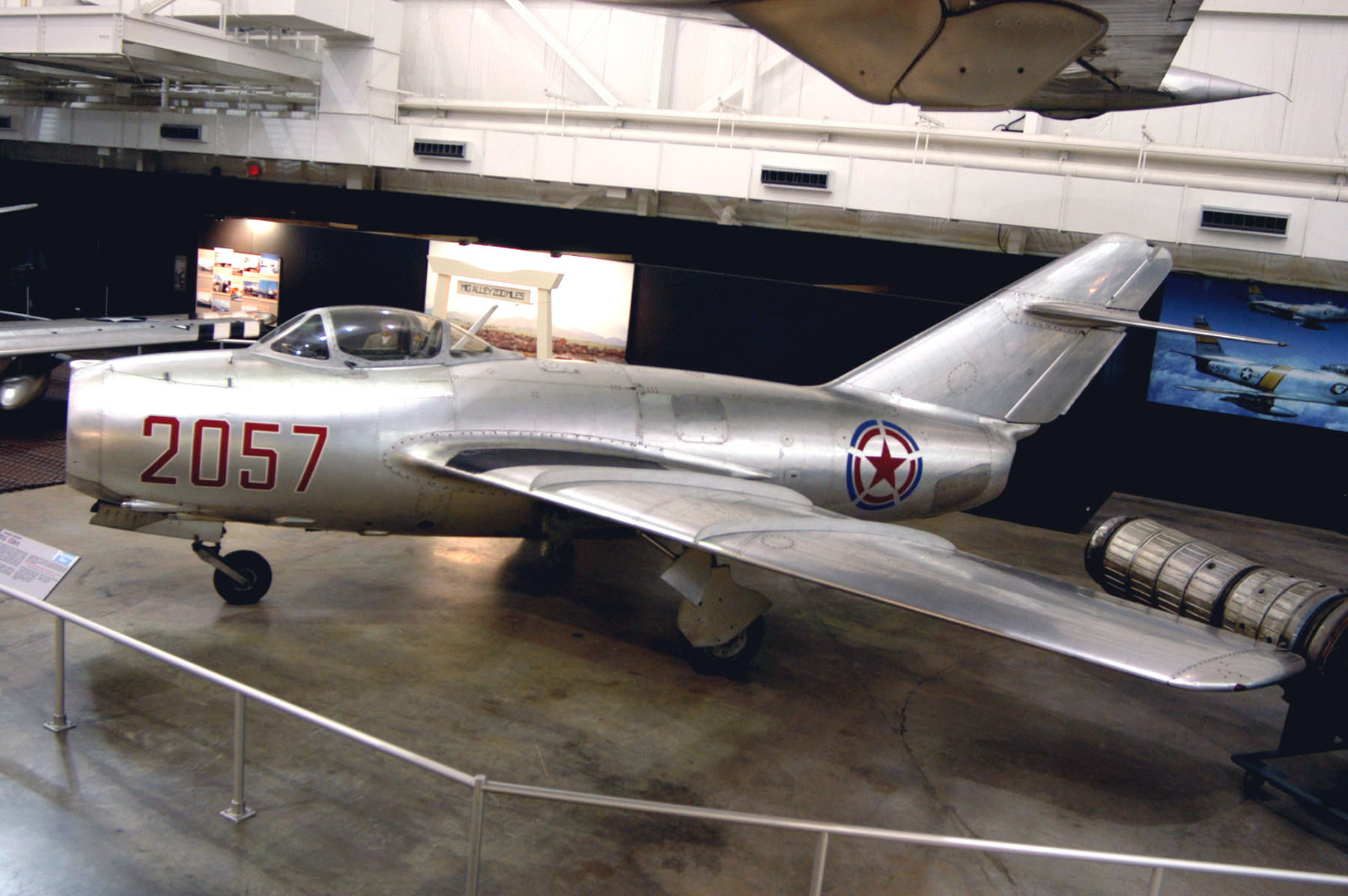
MiG-15bis
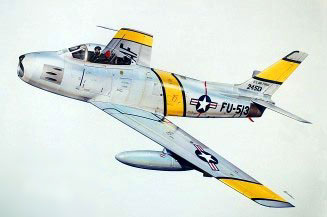
F-86 セイバー
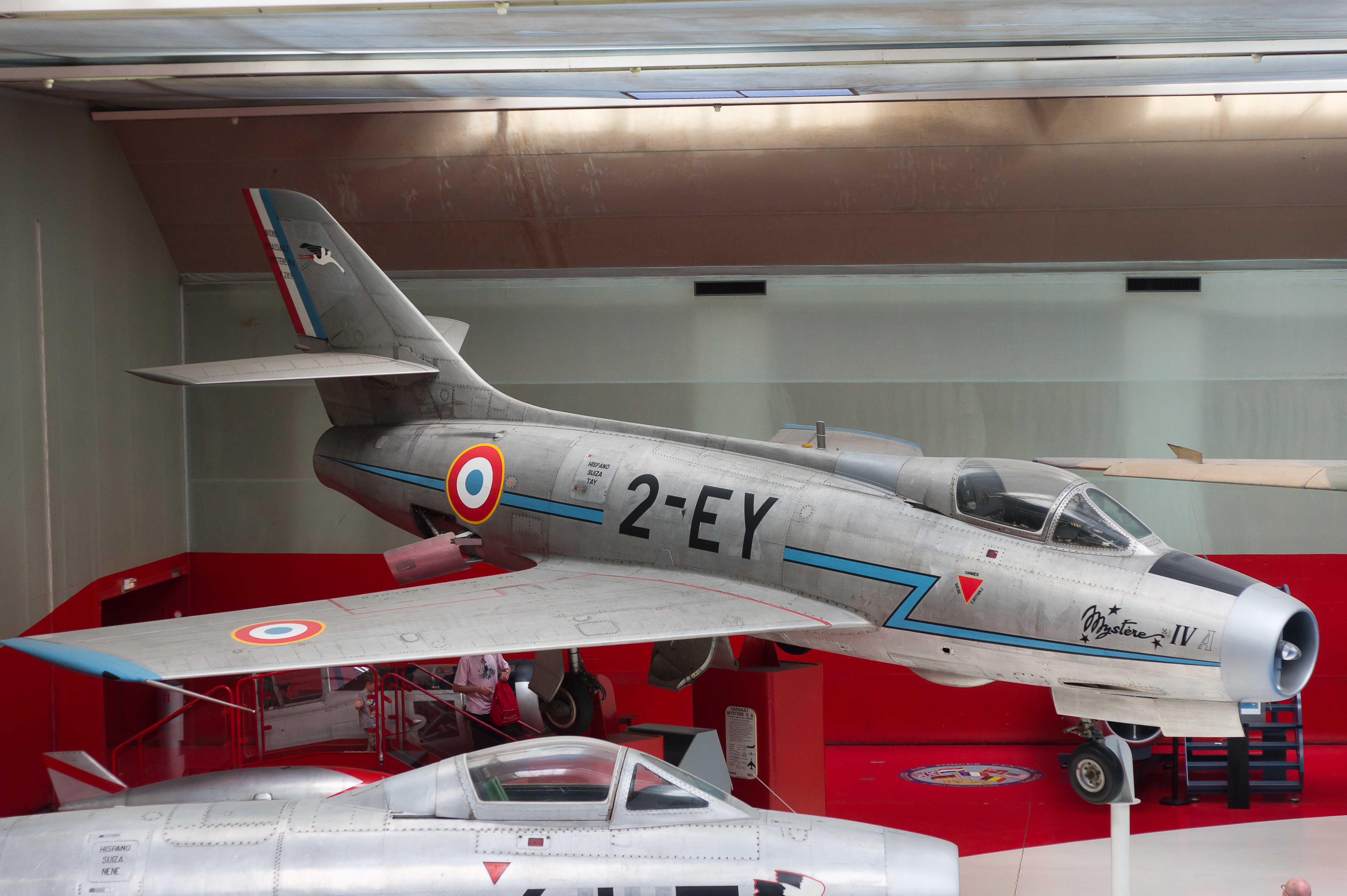
ミステールIV A

## 性能諸元
- 乗員： 1 名
- 全長： 9.20 m
- 全幅： 10.00 m
- 全高： 3.86 m
- 空虚重量： 2,980 kg
- 正規離陸重量： 5,100 kg

3面図

- エンジン： ハインケル・ヒルト HeS 011 推力1,300 kg（暫定的にユンカース Jumo 004B 推力900 kg） ターボジェットエンジン×1
- 最高速度： 962 km/h
- 航続距離： 2,150 km
- 上昇高度： 14,000 m
- 武装：（固定武装の外はいずれかを選択）
  - 固定武装： 30 mmMK 108機関砲×4
  - ミサイル：ルールシュタール X-4×4
  - ロケット弾： R4M 55 mm 空対空ロケット弾
  - 爆弾： 最大500 kgまでの爆装（SC 500汎用爆弾×1 または SD 500徹甲爆弾×1 または BT 400魚雷爆弾×1 または BT 200魚雷爆弾×1 または小型SC・SD爆弾×5）